# Françoise Nguele
Françoir Nguele (sinh ngày 30 tháng 9 năm 1980) là một cựu Judoka người Cameroon đã tham dự Thế vận hội Mùa hè 2000.